# O Cowboy Vai Te Pegar
O Cowboy Vai Te Pegar é o décimo quinto álbum de estúdio da dupla sertaneja brasileira Rionegro & Solimões. Foi lançado em setembro de 2013 pela Radar Records. Teve como sucessos as canções "Deu Paixão", "Romântica", "O Cowboy Vai Te Pegar" e "O Que Você Não Faz". No ano seguinte, a música "Cavalão Tá Doidão" foi incluída no álbum como faixa bônus.

## Faixas
| N.º            | Título                            | Compositor(es)                                              | Duração |  |
| 1.             | "O Cowboy Vai Te Pegar"           | Rionegro                                                    | 3:24    |  |
| 2.             | "O Que Você Não Faz"              | Leandro / Léo Camargo / Rodrigo Wesley                      | 3:19    |  |
| 3.             | "Quem Foi Que Disse"              | Fátima Leão / Rionegro / Rodrigo de Oliveira / Waléria Leão | 2:50    |  |
| 4.             | "Vivi"                            | Rionegro                                                    | 3:46    |  |
| 5.             | "Festa Lá Em Casa"                | Rionegro                                                    | 3:08    |  |
| 6.             | "A Força de Uma Paixão"           | Guto / Jonathan Felix / Mackoy / Nando                      | 3:14    |  |
| 7.             | "O Nosso Tempo Passou"            | Rionegro                                                    | 3:20    |  |
| 8.             | "Deu Paixão"                      | Rionegro                                                    | 3:07    |  |
| 9.             | "A Noite é Uma Criança"           | Rionegro                                                    | 3:12    |  |
| 10.            | "Romântica"                       | Rionegro                                                    | 3:06    |  |
| 11.            | "Cavalão Tá Doidão" (faixa bônus) | Rionegro                                                    | 2:48    |  |
| Duração total: | Duração total:                    | Duração total:                                              | 35:18   |  |